# 古村駅
古村駅（コチョンえき）は、大韓民国釜山広域市機張郡にある釜山交通公社4号線の駅である。駅番号は413。

## 駅構造
島式ホーム1面2線の高架駅。フルスクリーンタイプのホームドアが設置されている。出入口は4箇所に設けられている。

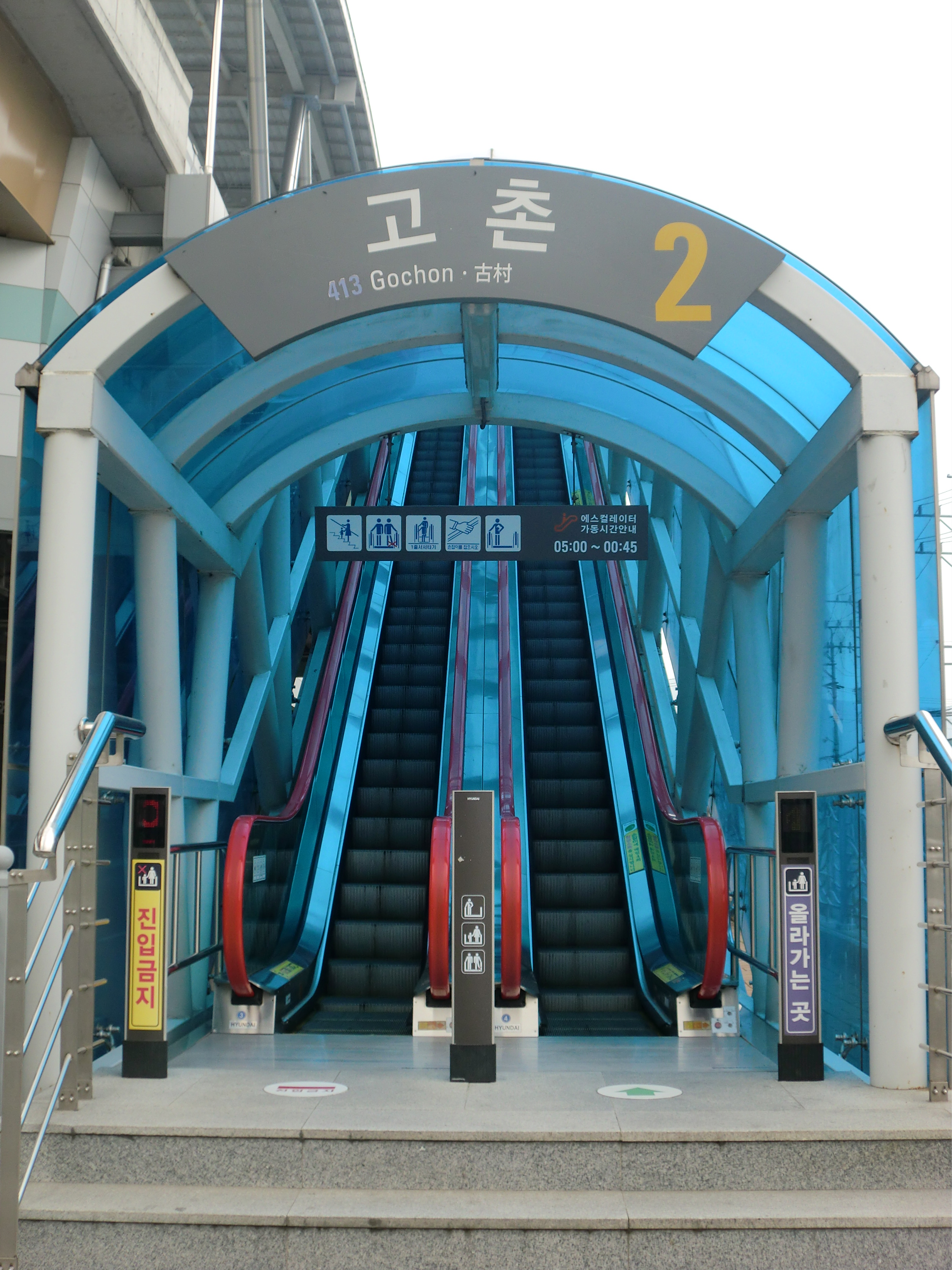
2番出入口（2014年7月）
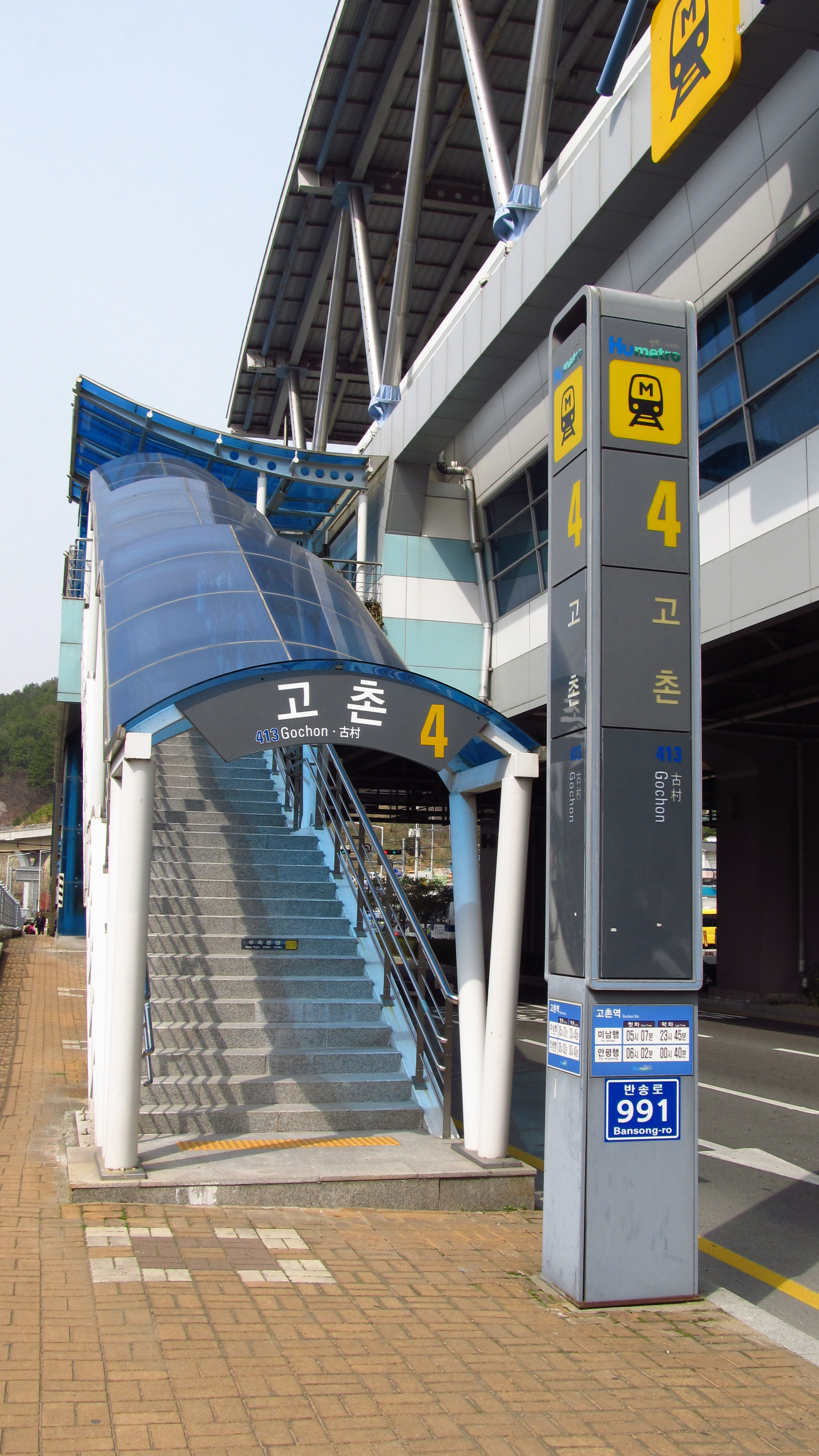
4番出入口（2018年4月）
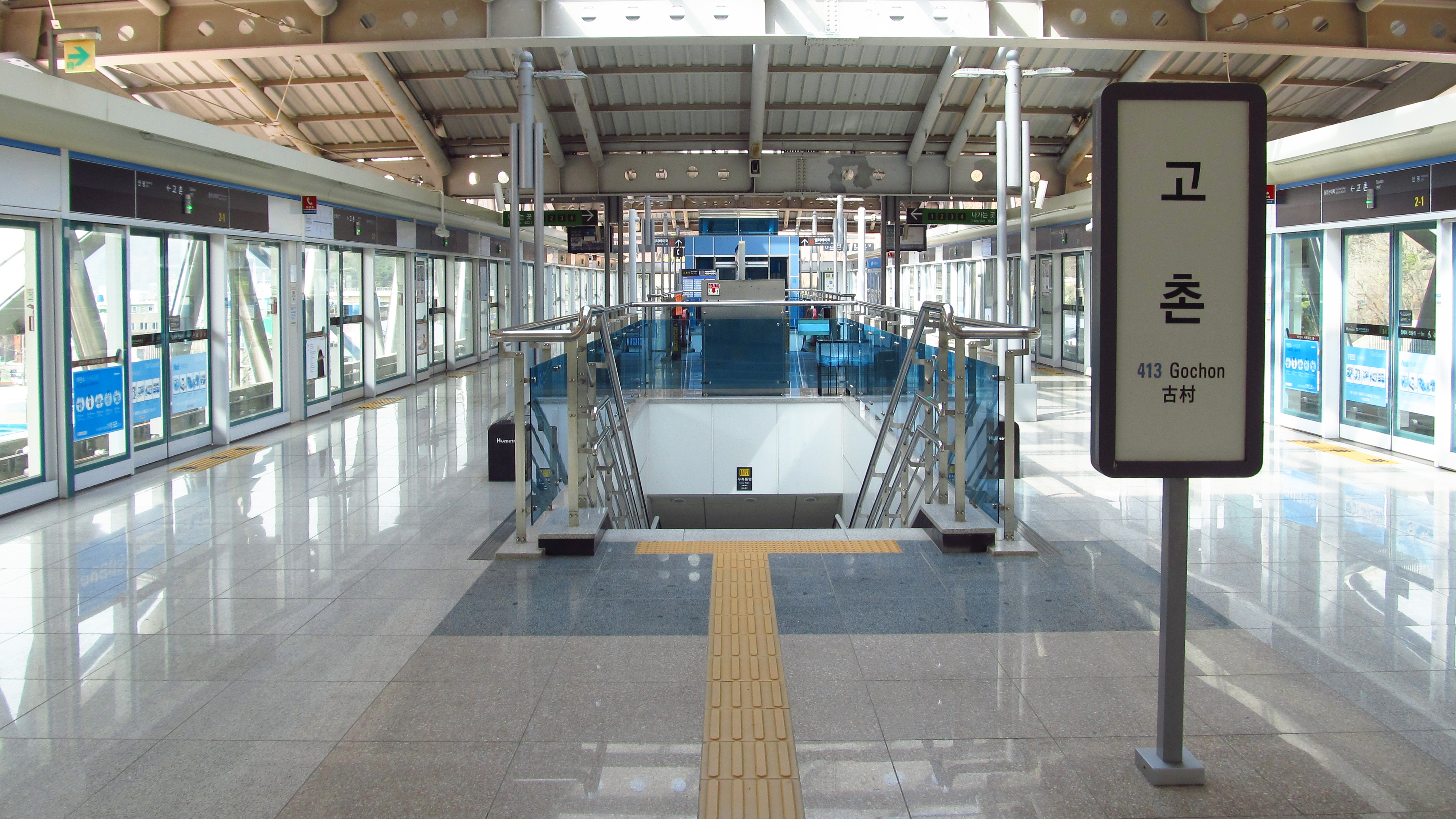
ホーム（2018年4月）
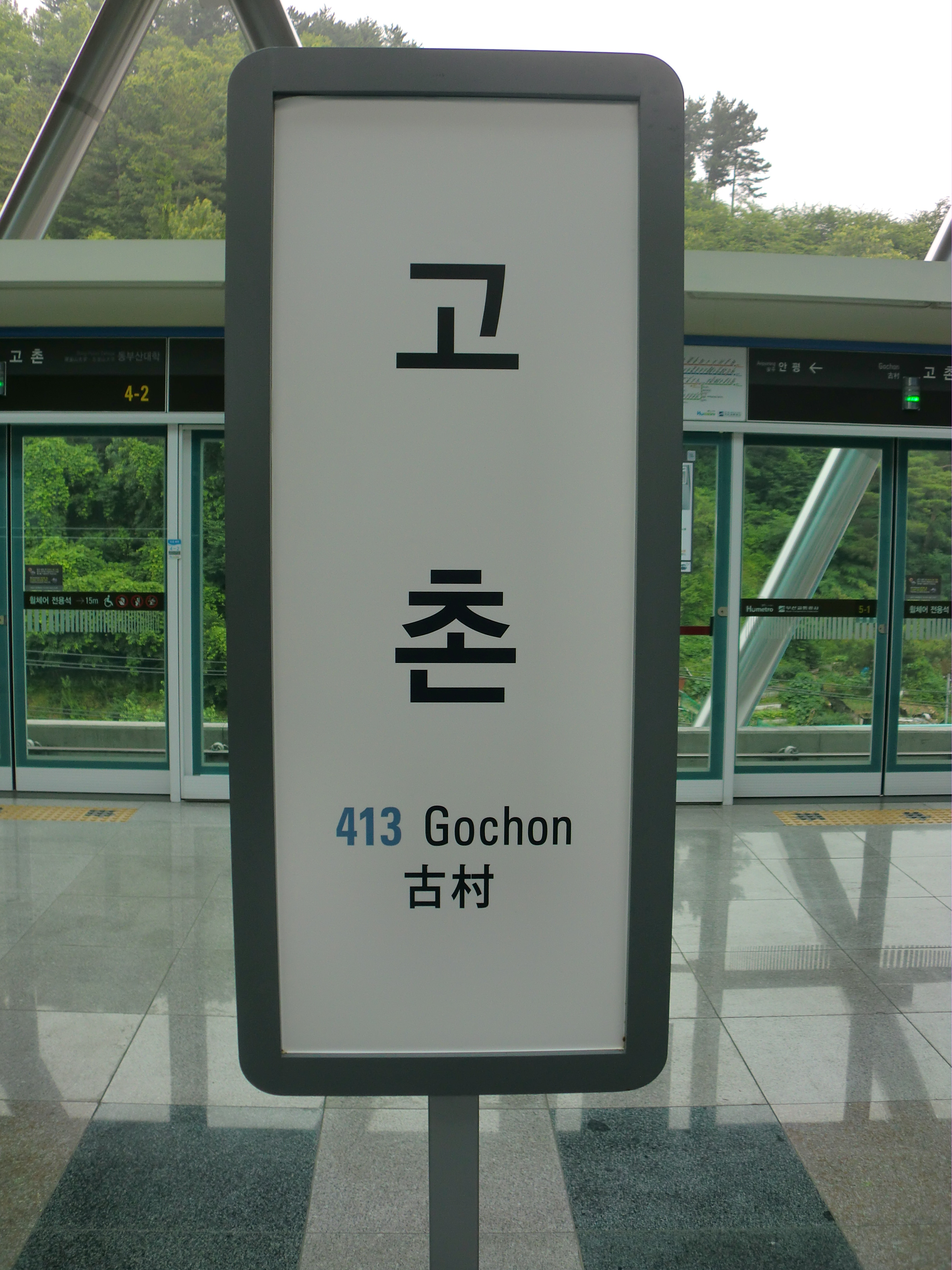
駅名標

### のりば
| 上り | 4号線 | 美南方面 |
| 下り | 4号線 | 安平方面 |

## 歴史
- 2011年3月30日 - 開業[1]。

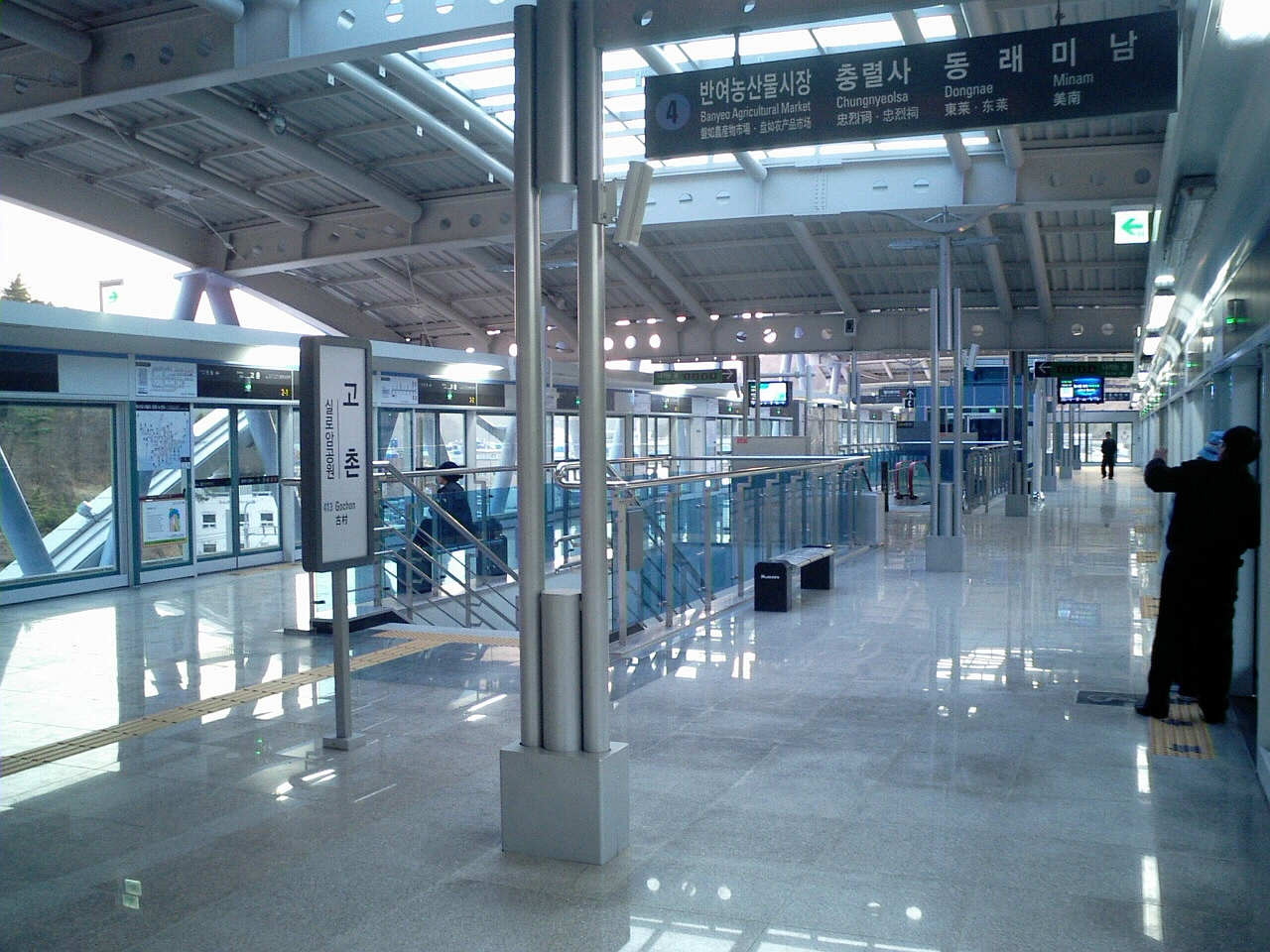
開業前のホーム（2011年3月15日）

## 駅周辺
- 雲峰総合福祉センター

## 隣の駅
釜山交通公社
 4号線 
上盤松駅 (412) - 古村駅 (413) - 安平駅 (414)